# Prionyx chilensis
Prionyx chilensis là một loài côn trùng cánh màng trong họ Sphecidae, thuộc chi Prionyx. Loài này được Spinola miêu tả khoa học đầu tiên năm 1851.